# Auschwitz: nascita, storia e segreti di un incubo
Auschwitz: nascita, storia e segreti di un incubo (Auschwitz: The Nazis and 'The Final Solution') è una miniserie composta da 6 episodi, prodotta dalla BBC, che tratta la storia di Auschwitz. L'opera combina interviste con ex detenuti e guardie con autentiche rievocazioni degli eventi più rilevanti. È stato trasmesso per la prima volta su BBC Two l'11 gennaio 2005. Negli Stati Uniti, questa serie è stata trasmessa per la prima volta dalla PBS con il nome di Auschwitz: Inside the Nazi State all'inizio del 2005.

## Produzione
La serie utilizza quattro elementi principali: film contemporanei a colori e filmati monocromatici raramente visti dagli archivi, interviste a sopravvissuti come Dario Gabbai ed ex nazisti come Oskar Gröning, ricostruzioni generate al computer di edifici demoliti da lungo tempo e ricostruzioni storicamente accurate di riunioni e altri eventi. Questi contenuti sono uniti a filmati moderni di luoghi all'interno e intorno al sito del campo di Auschwitz.
Laurence Rees ha sottolineato che le rievocazioni non erano drammatizzazioni, ma prodotte esclusivamente su fonti documentate.
Le ricostruzioni generate al computer hanno utilizzato piani architettonici che sono diventati disponibili solo negli anni '90, quando gli archivi dell'ex Unione Sovietica sono diventati accessibili agli storici occidentali.

## Episodi
| Nº | Titolo originale      | Titolo italiano        | Priva visione UK |
| -- | --------------------- | ---------------------- | ---------------- |
| 1  | Surprising Beginnings | Inizi sorprendenti     | 11 gennaio 2005  |
| 2  | Orders & Initiatives  | Ordini e iniziative    | 18 gennaio 2005  |
| 3  | Factories of Death    | Fabbriche della morte  | 25 gennaio 2005  |
| 4  | Corruption            | Corruzione             | 1 febbraio 2005  |
| 5  | Frenzied Killing      | Carneficina            | 8 febbraio 2005  |
| 6  | Liberation & Revenge  | Liberazione e vendetta | 15 febbraio 2005 |